# To Whom It May Concern (Nat King Cole)
To Whom It May Concern è un album in studio del musicista statunitense Nat King Cole, pubblicato nel 1959.

## Tracce
1. To Whom It May Concern (Nat "King" Cole, Charlotte Hawkins) – 2:58
2. Love-Wise (Kenward Elmslie, Marvin Fisher) – 3:56
3. Too Much (Bill Baker, Dok Stanford) – 3:20
4. In the Heart of Jane Doe (James Cavanaugh, Larry Stock) – 3:02
5. A Thousand Thoughts of You (Sammy Gallop, Ulpio Minucci) – 2:58
6. You're Bringing Out the Dreamer in Me (Johnny Burke) – 3:09
7. My Heart's Treasure (Ray Rasch, Dotty Wayne) – 2:56
8. If You Said No (Sammy Cahn, Paul Weston) – 2:56
9. Can't Help It (Fisher, Jack Segal) – 3:39
10. Lovesville (Ralph Freed, Harry Beasley Smith) – 2:39
11. Unfair (Belmonte, Cliff Lee) – 1:54
12. This Morning It Was Summer (Bob Haymes) – 3:58